# トマーシュ・イェフ
トマーシュ・イェフ（Tomáš Jech, 1944年1月29日 - ）はチェコ出身の数学者。専門は公理的集合論、集合論的位相空間論、測度論等。英語圏での活動が長く、著作の署名には英語ふうの“Thomas”（トーマス）を用いることが多い。エルデシュ数は2。

## 経歴
チェコスロバキア（当時）のプラハに生まれ、同地のカレル大学に学ぶ。1966年、集合論学者ペトル・ヴォピェンカのもとで博士号を取得。カレル大学研究員（1966年-1968年）、ブリストル大学ジュニアフェロー（1968年-1969年）、ニューヨーク州立大学バッファロー校準教授（1969年-1974年）を経て、1974年から2000年にかけてはペンシルベニア州立大学教授の地位にあった。2000年以降はチェコ共和国科学院数学研究所で研究員を務めている。
1978年に出版された大著『集合論』(Set Theory)はその後も改訂を重ね、公理的集合論における代表的な教科書として読み継がれている。

## 主な著作
- Thomas J. Jech, The Axiom of Choice, North-Holland, 1973. Reissued by Dover Publications, 2008 (ISBN 9780486466248).
- Thomas J. Jech, Set Theory, Academic Press, 1978. 2nd ed., Springer, 1997. 3rd ed., Springer, 2002 (ISBN 9783540440857).